# Araguaína FR
Araguaína Futebol e Regatas – brazylijski klub piłkarski z siedzibą w Araguaínie w stanie Tocantins.

## Historia
Araguaína Futebol e Regatas został założony 28 lutego 1997. W tym samym roku klub przystąpił do pierwszej ligi stanowej, w której w premierowym sezonie klub zajął 3. miejsce. W 2004 roku klub po raz pierwszy wywalczył wicemistrzostwo stanu. Sukces ten powtórzył w 2005, 2007 i 2010. W 2006 Araguaína po raz pierwszy wywalczyła mistrzostwo stanu – Campeonato Tocantinense. Dzięki triumfowi w 2006 klub zakwalifikował się do rozgrywek Campeonato Brasileiro Série C. W Série C klub odpadł w pierwszej fazie rozgrywek, zajmując ostatecznie 38. miejsce. W 2007 klub po raz drugi zakwalifikował się do rozgrywek Campeonato Brasileiro Série C, w których klub odpadł w pierwszej fazie rozgrywek zajmując ostatecznie 33. miejsce.
W 2009 ponownie wygrał mistrzostwa stanowe, dzięki czemu w 2010 klub mógł wystartować w Campeonato Brasileiro Série D, w których dotarł do półfinału rozgrywek, dzięki czemu awansował do Série C. W 2011 w Série C klub zajął ostatnie 20. miejsce i powrócił do Série D. Równie fatalnie klub zaprezentował się w lidze stanowej, w której zajął 7. miejsce i spadł do drugiej ligi stanowej.

## Sukcesy
- 3 sezony w Campeonato Brasileiro Série C: 2006-2007, 2011-.
- mistrzostwo stanu (2): 2006, 2009.

## Trenerzy klubu
- Valdir Peres (2007)